# Fyns Tennis Union
Fyns Tennis Union (FTU) er medlem af Dansk Tennis Forbund og har det formål at virke for tennissportens trivsel og udbredelse på Fyn. 
Langt hovedparten af de fynske tennisklubber er medlem af unionen. FTU er sammen med Tennis Club Odense og Fruens Bøge Tennisklub medstifter af projektet Tennis Team Fyn (TTF), som blev afløser af FTUs tidligere unionstræning i Nyborg. Derudover er FTU nok mest kendt for at afholde de fynske mesterskaber i tennis to gange årligt (indendørs og udendørs). 
Formand er Agi Szocska fra Stjernen Tennis.